# Kanton Targon
Kanton Targon (fr. Canton de Targon) je francouzský kanton v departementu Gironde v regionu Akvitánie. Tvoří ho 19 obcí.

## Obce kantonu
- Arbis
- Baigneaux
- Bellebat
- Bellefond
- Cantois
- Cessac
- Courpiac
- Escoussans
- Faleyras
- Frontenac
- Ladaux
- Lugasson
- Martres
- Montignac
- Romagne
- Saint-Genis-du-Bois
- Saint-Pierre-de-Bat
- Soulignac
- Targon